# Trofeo Zerneri Acciai 2014
Trofeo Zerneri Acciai 2014 – zawody lekkoatletyczne w konkurencjach wielobojowych rozegrane 2 i 3 maja we włoskiej Florencji. Mityng był drugą odsłoną cyklu IAAF Combined Events Challenge w sezonie 2014.

## Rezultaty
| Konkurencja:           | 1. miejsce         | Rezultat  | 2. miejsce              | Rezultat  | 3. miejsce      | Rezultat  |
| Dziesięciobój mężczyzn | Eelco Sintnicolaas | 8161 pkt. | Ashley Bryant           | 7802 pkt. | Pieter Braun    | 7773 pkt. |
| Siedmiobój kobiet      | Morgan Lake        | 5896 pkt. | Kaciaryna Niecwiatajewa | 5868 pkt. | Jessica Zelinka | 5853 pkt. |